# Germaine Dury
Germaine Dury est une actrice de cinéma belge. Elle a été l'une des principales interprètes des films d'Alfred Machin.

## Filmographie
- 1912 : L'Âme des moulins d'Alfred Machin
- 1912 : Le Calvaire du mousse d'Alfred Machin